# Partido Socialista Popular (Rusia)
El Partido Socialista Popular (en ruso: Партия народных социалистов, Pártiya Naródnyj Sotsialístov o NS) fue un partido político ruso de comienzos del siglo XX. Escisión del Partido Social-Revolucionario (SR o esery), era mucho más moderado que este y más reformista que revolucionario. Sus miembros se denominaban abreviadamente enesy (энeсы).

## Orígenes
El origen de la formación fue el movimiento populista ruso de la última década del siglo XIX, tomando a N. K. Mijáilovski y Aleksandr Herzen como sus antecesores ideológicos. El partido se formó en 1906 como una escisión del Partido Social-Revolucionario (PSR) por los opositores a los métodos terroristas aprobados por este en su lucha contra la autocracia zarista. Durante el primer congreso del PSR, algunos de los delegados defendieron la creación de un partido legal que aglutinase a aquellos opuestos a las prácticas conspiratorias y terroristas del partido clandestino.
Sus principales miembros provenían de un grupo literario que trabajaba en la publicación legal de la populista La riqueza de Rusia, a los que Chernov había acudido para que le ayudasen a fundar una publicación para el partido tras el Manifiesto de Octubre.

## Ideología y postura política

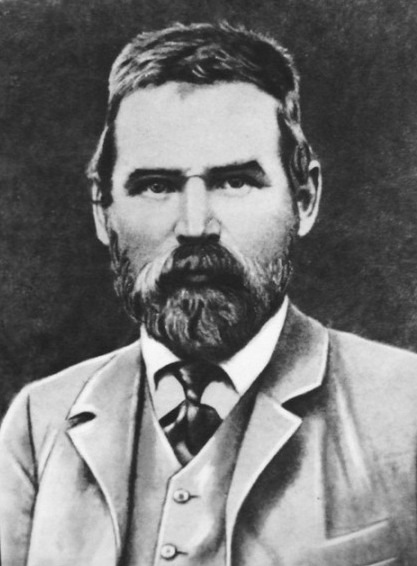
Alekséi Peshejónov, uno de los fundadores del partido, llegó a ser ministro de Alimentos del Gobierno Provisional Ruso en 1917.

Los miembros del nuevo partido también disentían de sus antiguos compañeros sobre el objetivo de la futura reforma agraria: mientras estos preferían la socialización de la tierra, compartida por el campesinado, los socialista populares defendían su nacionalización (traspaso a propiedad estatal). Abogaban también por la expropiación con indemnización de los terratenientes, pago que los socialrevolucionarios rechazaban. Se oponían asimismo a las influencias marxistas, notables en los ideólogos socialrevolucionarios, en especial en Víctor Chernov. Rechazaban la teoría de la mayoría del congreso de 1906 de que la implantación del socialismo se realizaría en dos etapas. La formación no era, además, abiertamente republicana, a diferencia de los socialrevolucionarios. Su postura, reformista más que revolucionaria, se asemejaba a la de la Sociedad Fabiana británica. Los socialista populares pretendían moderar las pretensiones de los populistas para poder ser reconocidos como formación política legal, abandonar la clandestinidad, y poder convertirse en un partido de masas en el país.
El partido tampoco era internacionalista, sino que defendía un colectivismo particular a Rusia, caracterizándose principalmente por su reformismo moderado y su nacionalismo.
Sus figuras más notables fueron N.F. Ánnensky (1843-1912), V.A. Miakotin (1867-1937) y A. V. Peshejónov (1867-1933), fundadores del partido. Este último fungió como ministro de Alimentación del Gobierno Provisional Ruso bajo la presidencia de Aleksandr Kérenski 1917. La separación de los socialistas populares apenas debilitó a los socialrevolucionarios, privándoles principalmente de algunos destacados intelectuales, hábiles oradores y escritores.
El partido colaboró estrechamente con los trudovikí encabezados por Kérenski en la Duma imperial durante las dos primeras legislaturas. A pesar de su moderación, el régimen zarista no lo reconoció como partido político y después de 1907 hasta 1917 quedó como una corriente ideológica sin respaldo popular.
Durante la Primera Guerra Mundial la formación se contó entre los «defensistas».

## Periodo revolucionario
Tras la Revolución de Febrero el partido se unió con los trudovikí y respaldó con firmeza al Gobierno Provisional Ruso, del que formó parte. El partido, finalmente legalizado tras la primera revolución de 1917, fue estable pero tuvo un apoyo insignificante entre la población. En el Sóviet de Petrogrado sus escasos delegados pronto se unieron a los socialrevolucionarios. El partido favoreció desde el comienzo la coalición de burgueses y socialistas en el Gobierno, a diferencia de otras organizaciones socialistas.
El partido se opuso al nombramiento de Víctor Chernov como ministro de Agricultura, prefiriendo a su propio candidato (o cualquier otro que no fuese Chernov), Peshejónov, que finalmente se quedó con la cartera de Alimentación.
La formación se opuso a la Revolución de Octubre y fue disuelta durante la Guerra Civil Rusa.